# Perrine Pelen
Perrine Pelen, född 3 juli 1960 i Boulogne-Billancourt, är en fransk före detta alpin skidåkare.
Pelen blev olympisk silvermedaljör i slalom vid vinterspelen 1984 i Sarajevo.
Perrine Pelen tog examen från HEC Paris 1988.